# Aeroportul Tonopah
Aeroportul Tonopah (IATA: TPH, ICAO: KTPH, FAA LID: TPH) este un aeroport din Nevada, Statele Unite ale Americii ce deservește zona Tonopah⁠(d). A fost numit după zona deservită.
Situat la o altitudine de 1.655 m, aeroportul dispune de 2 piste.

## Infrastructură

### Piste
Aeroportul dispune de 2 piste. Pista 11/29 are suprafața de asfalt și dimensiunile 6.195 picioare × 50 picioare. Pista 15/33 are suprafața de asfalt și dimensiunile 7.158 picioare × 80 picioare. 